# Parafia Najświętszego Serca Jezusowego w Drezdenku
Parafia Najświętszego Serca Jezusowego w Drezdenku – jedna z dwóch rzymskokatolickich parafii w mieście Drezdenko, należąca do dekanatu Drezdenko diecezji zielonogórsko-gorzowskiej, metropolii szczecińsko-kamieńskiej w Polsce, erygowana 31 marca 2002. Obsługiwana przez Kanoników Regularnych Laterańskich. Obejmuje północną część miasta – Nowe Drezdenko.
Proboszczem parafii od 2018 jest ks. Tomasz Tyszkiewicz CRL. 